# Сахаров Костянтин Анатолійович
Костянтин Анатолійович Сахаров (нар. 9 вересня 1971) — радянський та український футболіст, півзахисник. Нині —тренер.

## Клубна кар'єра

### Початок кар'єри
Футбольну кар'єру розпочав у 1991 році у клубі «Динамо» (Біла Церква), який виступав у Другій нижчій лізі чемпіонату СРСР. Наступного року білоцерківська команда під назвою «Рось» вже виступала у Першій лізі чемпіонату України. Дебютував у футболці білоцерківців у Першій лізі 14 березня 1992 року в програному (0:2) виїзному поєдинку 1-го туру підгрупи 2 проти ужгородського «Закарпаття». Костянтин вийшов на поле в стартовому складі та відіграв увесь матч. Дебютним голом у Першій лізі відзначився 21 червня 1992 року на 6-й хвилині домашнього поєдинку 26-го туру підгрупи 2 проти донецького «Шахтаря-2» (4:0). Сахаров вийшов на поле з капітанською пов'язкою в стартовому складі та відіграв увесь матч. У футболці «Росі» в Другій нижчій лізі СРСР та Першій лізі України зіграв 86 матчів та відзначився 4 голами, ще 3 поєдинки провів у Кубку України.
Під час зимової перерви сезону 1992/93 років перейшов у сєвєродонецький «Хімік». Дебютував у футболці «Хіміка» 23 березня 1993 року в домашньому поєдинку 1/4 фіналу Кубку України проти запорізького «Торпедо» (0:0). Сахаров вийшов на поле в стартовому складі, а на 75-й хвилині його замінив Олександр Ігнатьєв. Дебютував за сєвєродонецький клуб у Першій лізі 27 березня 1993 року в домашньому поєдинку 23-го туру проти івано-франківського «Прикарпаття» (1:0). Костянтин вийшов на поле в стартовому складі та відіграв увесь матч. Дебютним голом у футболці «хіміків» відзначився 17 травня 1993 року на 59-й хвилині матчу 34-го туру Першої ліги проти полтавської «Ворскли» (4:2). Сахаров вийшов на поле на 56-й хвилині, замінивши Руслана Шапоренка. У складі «Хіміка» в Першій лізі зіграв 38 матчів та відзначився 4 голами, ще 3 матчі зіграв у Кубку України.
У 1994 році виступав у славутицькому «Сході», який виступав у Третій лізі чемпіонату України (33 матчі, 2 голи). Ще 1 поєдинок провів у кубку України.
Під час зимової перерви сезону 1994/95 років перейшов у «Верес». Дебютував у футболці рівненського клубу 4 березня 1995 року в програному (0:1) виїзному поєдинку 18-о туру Вищої ліги проти «Миколаєва». Костянтин вийшов на поле в стартовому складі та відіграв увесь матч. У футболці «Вереса» зіграв 15 матчів.

### «Поліграфтехніка»
По завершенні сезону 1994/95 років залишив розташування клубу та перейшов до «Поліграфтехніки». У складі «поліграфів» дебютував 7 серпня 1995 року в переможному (2:1) домашньому поєдинку 2-о туру Першої ліги проти хмельницького Темпу-Адвіс. Сахаров вийшов на поле в стартовому складі, а на 63-й хвилині його замінив Володимир Максімов. Дебютним голом за олександрійську команду відзначився 31 серпня 1995 року на 54-й хвилині переможного (3:1) домашнього поєдинку 8-о туру Першої ліги проти макіївського «Шахтаря». Костянтин вийшов на поле на 46-й хвилині, замінивши Юрія Пугача. У «Поліграфтехніці» був основним гравцем, у Першій лізі зіграв за команду 84 матчі та відзначився 10-а голами, ще 6 матчів відіграв у кубку України. Під час зимової перерви сезону 1997/98 років покинув розташування «Поліграфтехніки».

### «Металург» (Маріуполь)
Після відходу з Олександрії перебрався до клубу Вищої ліги українського чемпіонату — маріупольського «Металурга». У футболці клубу з Приазов'я дебютував 11 березня 1998 року в програному (0:3) виїзному поєдинку 1/8 фіналу кубку України проти київського «Динамо». Сахаров вийшов на поле в стартовому складі та відіграв увесь матч. У Вищій лізі дебютував 17 березня 1998 року в поєдинку «Металург» (Маріуполь) - «Кривбас» (Кривий Ріг) (1:1). Костянтин вийшов на поле в стартовому складі та відіграв увесь матч. Дебютним голом у футболці «металургів» відзначився 14 квітня 1998 року на 71-й хвилині переможного (2:1) домашнього поєдинку 20-о туру Вищої ліги проти київського ЦСКА. Костянтин вийшов на поле в стартовому складі та відіграв увесь матч. Протягом шести з половиною сезонів, проведених у Маріуполі, був основним гравцем команди. У складі «Металурга»/«Іллічівця» у Вищій лізі зіграв 164 матчі та відзначився 10 голами, ще 14 матчів (1 гол) провів у кубку України. Також у 2001 році зіграв 1 матч у складі друголігового фарм-клубу приазовців, «Металурзі-2» (Маріуполь). По завершенні сезону 2003/04 років залишив маріупольський «Іллічівець».

### Завершення кар'єри
Сезон 2004/05 років розпочав у вінницькій «Ниві». Дебютував у футболці вінничан 24 липня 2004 року в програному (2:4) домашньому поєдинку 2-о туру Першої ліги проти луганської «Зорі)». Сахаров вийшов на поле в стартовому складі та відіграв увесь матч. Дебютним голом за вінницьку команду відзначився 22 березня 2005 року на 27-й хвилині переможного (2:1) домашнього поєдинку 18-о туру Першої ліги проти сумського «Спартака-Горобини». Костянтин вийшов на поле в стартовому складі та відіграв увесь матч. У «Ниві» відіграв один сезон, за цей час у Першій лізі провів 30 матчів та відзначився 2-а голами, ще 5 поєдинків провів у кубку України.
Напередодні початку сезону 2005/06 років повернувся до Олександрії, де підсилив однойменну команду, яка виступала в Другій лізі українського чемпіонату. Дебютував у футболці «професіоналів» 6 серпня 2005 року в переможному (2:0) домашньому поєдинку 1-о туру групи Б проти «Єдності» (Плиски). Сахаров вийшов на поле в стартовому складі, а на 90-й хвилині його замінив Мельник. Дебютним голом за олександрійців відзначився 17 вересня 2005 року на 72-й хвилині переможного (4:1) домашнього поєдинку 6-о туру групи Б Другої ліги проти криворізького «Гірника». Костянтин вийшов на поле в стартовому складі та відіграв увесь матч. У команді провів півроку, був гравцем основного складу. У Другій лізі зіграв 13 матчів та відзначився 2 голами, ще 1 поєдинок провів у Кубку України.
Під час зимової перерви сезону 2005/06 років залишив ПФК «Олександрію» та перейшов у «Борисфен». Дебютував у футболці бориспільського клубу 9 квітня 2006 року в програному (1:2) домашньому поєдинку 22-о туру Першої ліги проти київського «Динамо». Сахаров вийшов на поле в стартовому складі та відіграв увесь матч. Єдиним голом у складі «Борисфена» відзначився 21 липня 2006 року на 75-й хвилині виїзного поєдинку 1-го туру Першої ліги проти «Львова» (1:3). Костянтин вийшов на поле в стартовому складі та відіграв увесь матч. У складі бориспільського колективу зіграв 29 матчів та відзначився 1 голом у Першій лізі, ще 1 поєдинок провів у кубку України. Взимку 2006 року завершив кар'єру професіонального футболіста.
У 2013 році, вже будучи тренером, перебував у заявці ковалівського «Колоса» також як футболіст.

## Кар'єра тренера
По завершенні кар'єри гравця розпочав тренерську діяльність. З 2012 по 2013 рік процював головним тренером ковалівського «Колоса», а з 2013 по 2014 рік — очолював «Єдність» (Плиски).